# Mario Huljev
Mario Huljev (Zagreb) hrvatski je pjevač
Kao glazbenik surađivao je s više glazbenih sastava poput Buđenja, Connect i The Bastardza. 
Kao solo pjevač objavio je tri albuma: „Igra pod suncem” (2013.), „Dođi po još” (2014.) i „Okreni me” (2019.). Posebno se ističe suradnja s Arsenom Dedićem, koji je za njega napisao pjesmu „Novo”, a izvodi je s Matijom Dedićem 2014.
Dobitnik je nagrade „Porin” za novog izvođača godine 2013., kao i nagrade „Oliver” za najboljeg pjevača 2018. godine. Također je bio nominiran za Porina u kategoriji najbolje muške vokalne izvedbe 2014., gdje su mu konkurenti bili Oliver Dragojević i Massimo Savić. 
Surađivao je i na albumima s bendom „Protokool” i s eksperimentalnim bendom „Less Than A Minute”.
Godine 2021., Huljev je osnovao glazbeni projekt „Supersonic Trio” zajedno s Leom Anđelkovićem i Lukom Banićem. Trio radi pjesme na engleskom jeziku koje zajednički pišu, skladaju i izvode. Njihov prvi singl i video „Supersonic Trio” najavio je istoimeni album, a grupa sudjeluje na Dori 2025. godine.
Osim kao pjevač, Mario Huljev radio je i kao glasovni glumac, sudjelujući u sinkronizaciji brojnih animiranih filmova i serija: „Nove pustolovine Winnieja Pooha” (2006.), „Spektakularni Spider-Man”, „Spužva Bob Skockani” i dr.

## Diskografija
- „Igra pod suncem” (2013.)
- „Dođi po još” (2014.)
- „Okreni me” (2019.)